# کارمن د لاوالاد
کارمن د لاوالاد (انگلیسی: Carmen de Lavallade؛ زادهٔ ۶ مارس ۱۹۳۱) بازیگر، طراح رقصو رقاص اهل ایالات متحده آمریکا است. وی از سال ۱۹۴۸ میلادی تاکنون مشغول فعالیت بوده‌است.
از فیلم‌ها یا برنامه‌های تلویزیونی که وی در آن نقش داشته‌است می‌توان به دیمیتریوس و گلادیاتورها، به فردا امیدی نیست اشاره کرد.
همچنین برندهٔ جوایزی همچون جایزه مرکز کندی شده‌است.